# Christina Chanée

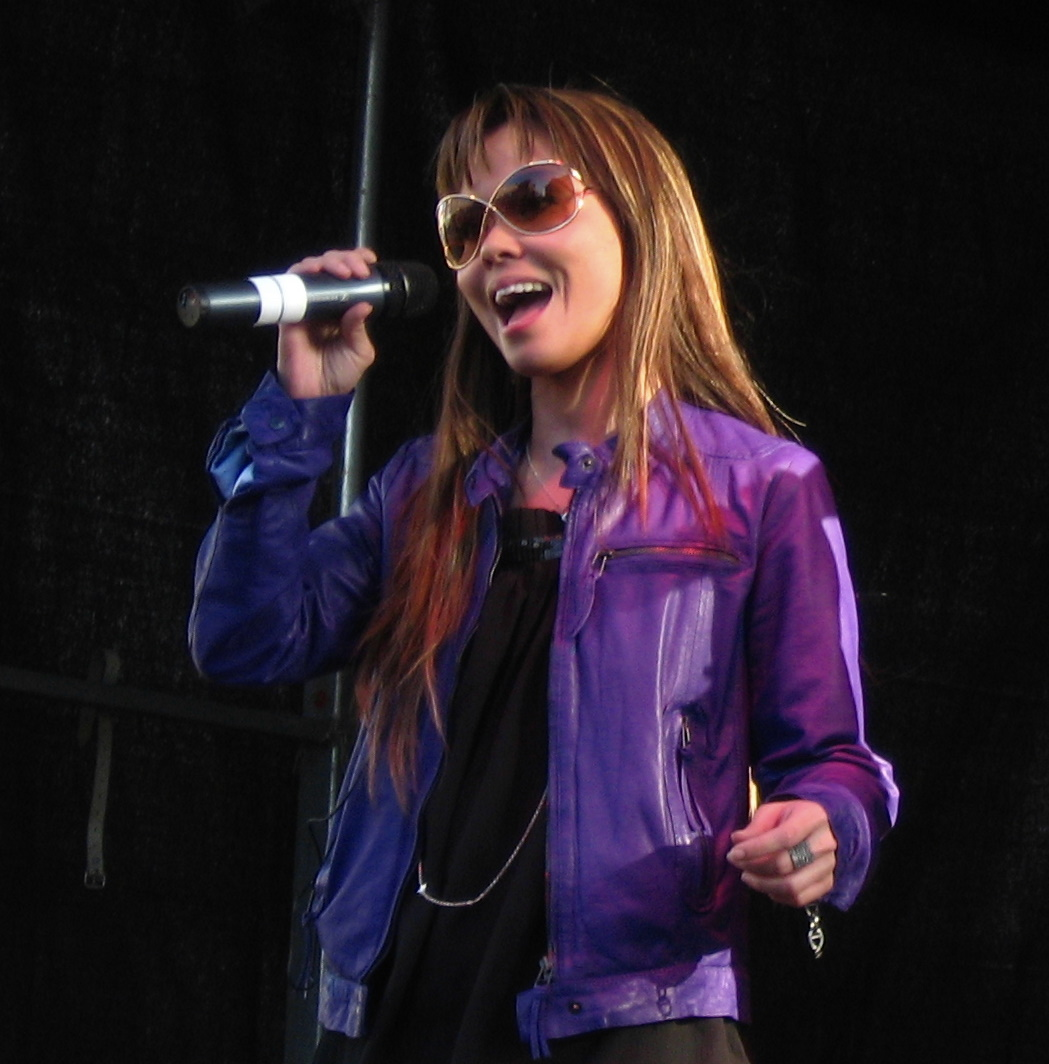
Christina Chanée

Christina Chanée (n. 6 ianuarie 1979, Copenhaga, Danemarca ca Christina Abedul Wongskul) este o cântăreață daneză de origine tailandeza. Actualmente trăiește în Copenhaga. Ea a fost aleasă să reprezinte Danemarca la Concursul Muzical Eurovision 2010 împreună cu Tomas Christiansen.